# Maria Alexandru
Maria Alexandru (Distrito de Caraș-Severin, Rumania; 30 de diciembre de 1939 – 27 de noviembre de 2024) fue una jugadora rumana de tenis de mesa.

## Carrera
Entre 1957 y 1980 fue campeona en singles, dobles, y eventos por equipo en el Campeonato de Europa de Tenis de Mesa y en el Campeonato Mundial de Tenis de Mesa, donde ganó 12 medallas a nivel mundial y 16 a nivel europeo.
Entre 1953 y 1979 participó en 12 ediciones del Campeonato Mundial de Tenis de Mesa donde ganó tres medallas de oro, las tres en la modalidad de dobles.
En toda su carrera fue parte del Progresul Bucharest. También fue campeona en 11 ocasiones en el Abierto de Inglaterra, seis de las cuales fueron en singles.